# Burghardt Rezső
Burghardt Rezső (Zsombolya, 1884. március 28. – Budapest, 1963. május 5.) magyar festőművész, érdemes művész.

## Élete, munkássága
Burghardt Rezső Zsombolyán, a ma Románia területén fekvő bánsági városban született. 1903–1911 között a Mintarajziskolában tanult Hegedűs László alatt. Elhúzódó tanulmányainak az volt az oka, hogy közben külföldön is tanult: 1903-ban a milánói Brera Akadémián Cesare Tallone, 1905-ben Párizsban Lucien Simon és René Ménard, majd 1909–1911 között Londonban John Singer Sargent irányításával. Mindemellett közben megfordult Nápolyban, Firenzében, Velencében, Madridban, Hollandiában. Hazatérve, 1913–1919 között Benczúr Gyula mesteriskolájába járt.
Benczúr halála után Budapesten társaival megalakította a Benczúr Társaságot. 1920-ban a Kísértés című festményét Állami kis aranyéremmel díjazták. 1937-től a Képzőművészeti Főiskolán tanított, 1938-tól pedig vezette a főiskola Miskolci művésztelepét. Rendszeres kiállító művész volt, külföldi kiállításokon is gyakran szerepelt. Stílusára a plein air és a nagybányai hagyományokra alapozott, sajátos foltszerű festés a jellemző. Tájképeket, portrékat, csendéleteket, aktkompozíciókat festett. Munkáit elsősorban a miskolci Herman Ottó Múzeum és a budapesti Magyar Nemzeti Galéria őrzi. Tagja volt a Magyar Arcképfestők Társaságának, a Szinyei Merse Pál Társaságnak, a Benczúr Társaságnak, a Magyar Képzőművészek és Iparművészek Szövetségének (utóbbinak díszelnöke is volt), valamint elnöke volt a Miskolci Festők Társaságának.

## Díjai, elismerései
- 1920 – Állami kis aranyérem
- 1923 – A Fészek Klub díja
- 1928 – A Szinyei Társaság tájképdíja
- 1937 – Esterházy jubileumi emlékdíj
- 1941 – Corvin-koszorú
- 1953 – Munkácsy-díj
- 1959 – Érdemes Művész díj

## Kiállításai (válogatás)
- 1923, 1925 – A Benczúr Társaság kiállítása, Nemzeti Szalon, Régi Műcsarnok, Budapest
- 1926, 1930, 1932, 1938, 1942 – XV., XVII., XVIII., XXI., XXIII. Velencei biennálé, Velence
- 1927 – Gyűjteményes kiállítás, Műcsarnok, Budapest
- 1927 – Országos Magyar Képzőművészeti Társulat Őszi Tárlata, Műcsarnok, Budapest
- 1927 – Fiume
- 1929 – Gyűjteményes kiállítás, Ernst Múzeum, Budapest
- 1929 – Oslo, Göteborg, Stockholm, Malmö (Norvégia, Svédország)
- 1931 – Gyűjteményes kiállítás, Műcsarnok, Budapest
- 1937 – Bécs, reprezentatív magyar kiállítások (Ausztria)
- 1938 – 88. csoportkiállítás, Nemzeti Szalon, Budapest
- 1950-től – Magyar Képzőművészeti Kiállítás, Műcsarnok, Budapest
- 1955 – Képzőművészetünk tíz éve, Műcsarnok, Budapest
- 1955-től – Országos Képzőművészeti Kiállítás, Herman Ottó Múzeum, Miskolc
- 1957 – Tavaszi Tárlat, Műcsarnok, Budapest
- 1960 – Képzőművészetünk a felszabadulás után, Magyar Nemzeti Galéria, Budapest
- 1969 – Magyar művészet 1945–1969, Műcsarnok, Budapest